# 兵庫県立淡路佐野運動公園
兵庫県立淡路佐野運動公園（ひょうごけんりつあわじさのうんどうこうえん）は、兵庫県淡路市佐野新島にある運動公園で、兵庫県の県立都市公園でもある。愛称は「ボールパークあわじ」だが、後述の第1野球場は「淡路球場」（あわじきゅうじょう）とも呼ばれる。
2002 FIFAワールドカップでは、イングランドチームのキャンプ地として使用されたことでも知られる。また、2006年（平成18年）ののじぎく兵庫国体ではサッカー少年の部の会場として使用された。

## 施設概要
野球場2面、サッカー場3面（天然芝2面、人工芝1面）、多目的グラウンド2面等で構成される。
野球場については、全国高等学校野球選手権兵庫大会などで使用。プロ野球では、オリックス・バファローズや阪神タイガースが二軍（ウエスタン・リーグ）公式戦、兵庫県内から関西独立リーグ (初代)に加盟していた明石レッドソルジャーズ（2009 - 2010年）・神戸サンズ（2011 - 2012年）、日本女子プロ野球機構に加盟していた兵庫ディオーネが公式戦を主催した実績を持つ。
2023年からは、関西独立リーグ (2代目)（さわかみ関西独立リーグ）に同年から加盟した淡路島ウォリアーズが本拠地に使用。また、全国高等学校女子硬式野球選手権大会において、2023年の第27回大会からの1・2回戦の一部を第1・第2野球場で開催することが発表されている。
サッカー場は関西サッカーリーグ、関西女子リーグなどが使用する。

### 第1野球場
2008年（平成20年）8月31日、プロ野球ウエスタン・リーグのサーパス対福岡ソフトバンクホークス戦が開催され、優勝までのマジックナンバーを1としていたソフトバンクが7－6で勝利し、当地で南海時代以来24年ぶり6度目の同リーグ優勝を果たした。
2012年（平成24年）6月2日と3日、同じくプロ野球ウエスタン・リーグの阪神タイガース対オリックス・バファローズ戦が開催された。 
- 両翼：100m、センター：122m
- 収容人員：6,000人（メインスタンド[ベンチ席]及び内野芝生席：3,000人、外野芝生席：3,000人）
- 内野：黒土舗装、外野：天然芝
- スコアボード：フルカラーLED式電光掲示板（2代目、2023年～）
  - 初代：磁気反転式（2003年5月～2022年12月）

### 第2野球場
- 両翼 95m、センター 120m
- スタンド 300人収容
- 内野 黒土舗装、外野 天然芝
- 磁気反転式スコアボード（得点のみ）

### 第1サッカー場
80m × 110m 天然芝ピッチ

### 第2サッカー場
80m × 110m 天然芝ピッチ

### 第3サッカー場
68m × 105m 人工芝ピッチ

### 多目的グラウンド
210m × 210mの広さで少年野球・草野球用の内野グラウンド4面（黒土2面、真砂土2面）以外は天然芝である。バックネットも4基あるため、ラグビー用のグラウンドの場合は1面、野球は4面、一般向けサッカー（96m × 64m）は2面、少年向けサッカー（80m × 46m）の場合は6面取ることができる。

### 第2多目的グラウンド
少年野球用の内野グラウンドが2面（真砂土）あり、内野以外は天然芝である。施設側は他に使用例としてソフトボール、グラウンドゴルフを挙げている。

## 沿革
- 1997年（平成9年） - 1998年（平成10年）度に兵庫県企業庁と当時の津名町が共同でサッカー場を整備した。
- 2000年（平成12年） 兵庫県が都市公園事業として、事業計画を策定する。
- 2001年（平成13年） 2002 FIFAワールドカップでイングランドチームのキャンプ地として使用するためにサッカー場を先行整備。
- 2002年（平成14年） 野球場、多目的グラウンドを含めた公園全体整備に着手する。
- 2003年（平成15年）5月3日 供用開始